# Margarete Fries
Margarete Fries (née le 14 juin 1911 à Vienne-Alsergrund, morte le 18 janvier 2012 dans la même ville) est une actrice autrichienne.

## Biographie
Fries est élève du Séminaire Max-Reinhardt. En 1933, elle joue pour la première fois au Volkstheater de Vienne. En mars 1938, elle quitte l'Autriche et s'engage d'abord à Berne puis au Schauspielhaus de Zurich, où elle joue notamment sous la direction de Max Ophüls. En 1947, elle retourne à Vienne et en 1948 au Volkstheater. De 1954 à 1987, elle est membre permanent de l'ensemble du Volkstheater. Elle monte sur scène pour la dernière fois en 1987.

## Filmographie
- 1935 : Äktenskapsleken : doublage de Zarah Leander
- 1937 : Première : doublage de Zarah Leander
- 1940 : Dilemma
- 1951 : Asphalt
- 1957 : Unter Achtzehn
- 1958 : Man müßte nochmal zwanzig sein
- 1960 : Finden Sie, dass Constanze sich richtig verhält? (TV)
- 1962 : Protektionskind (TV)
- 1962 : Stützen der Gesellschaft (TV)
- 1965 : Die letzten Tage der Menschheit (TV)
- 1967 : Alle unsere Spiele (TV)
- 1970 : Rebell in der Soutane (TV)